# Велс (Невада)
Велс (енгл. Wells) град је у америчкој савезној држави Невада.

## Демографија
По попису из 2010. године број становника је 1.292, што је 54 (-4,0%) становника мање него 2000. године.
| Група             | 2000.       | 2010.       |
| Белци             | 967 (71,8%) | 929 (71,9%) |
| Афроамериканци    | 0 (0,0%)    | 1 (0,1%)    |
| Азијати           | 4 (0,3%)    | 5 (0,4%)    |
| Хиспаноамериканци | 262 (19,5%) | 259 (20,0%) |
| Укупно            | 1.346       | 1.292       |